# Roncus barbei
Roncus barbei är en spindeldjursart som beskrevs av Max Vachon 1964. Roncus barbei ingår i släktet Roncus och familjen helplåtklokrypare. Inga underarter finns listade i Catalogue of Life.